# NGC 1778
NGC 1778 est un amas ouvert situé dans la constellation du Cocher. Il a été découvert par l'astronome germano-britannique William Herschel en 1787.
NGC 1778 est situé à environ 1 469 pc (∼4 790 al) du système solaire et les dernières estimations donnent un âge de 150 millions d'années. La taille apparente de l'amas est de 8,0 minutes d'arc, ce qui, compte tenu de la distance, donne une taille réelle maximale d'environ 11,1 années-lumière. 
Selon la classification des amas ouverts de Robert Trumpler, cet amas renferme moins de 50 étoiles (lettre p) dont la concentration est moyennement faible (III) et dont les magnitudes se répartissent sur un intervalle moyen (le chiffre 2).